# Kalpana Chawla
Kalpana Chawla (Karnal, 17 de marzo de 1962-1 de febrero de 2003) fue una doctora en ingeniería espacial y astronauta de la NASA, procedente de la India, donde es considerada una heroína nacional.

## Biografía
Chawla nació en Karnal, en el estado de Haryana (India) en 1962, siendo la tercera de cuatro hijos, y murió en el accidente del transbordador espacial Columbia el 1 de febrero de 2003 sobre el sur de los Estados Unidos 16 minutos antes del aterrizaje. Kalpana Chawla tenía una licencia de instructora de vuelo certificada para aviones de un motor, multimotor, planeadores, hidroaviones, e incluso para control de instrumentos en aeroplanos.

## Educación
Chawla se graduó de la Escuela Tagore en Karnal, India, en 1976. En 1982 obtuvo una licenciatura en ingeniería aeronáutica del Colegio de Ingeniería de Punjab, siendo una de las cuatro primeras mujeres en obtener la Licenciatura en Ingeniería en la India. Ese mismo año se mudó a Estados Unidos en contra de los deseos de su familia y en 1984 obtuvo un máster en ingeniería aeroespacial de la Universidad de Texas, y en 1988, un doctorado en ingeniería aeroespacial de la Universidad de Colorado. Se casó con el piloto Jean-Pierre Harrison, su instructor de vuelo, en diciembre de 1983 y permanecieron casados casi veinte años, hasta su muerte. No tuvieron hijos.

## Experiencia
En 1988 Chawla empezó a trabajar en el Centro de Investigaciones Ames en el área de dinámica de fluidos de energía de elevación computarizados. Su investigación se concentró en la simulación de complejas corrientes de aire encontradas alrededor de aeronaves como el Harrier en el “efecto suelo”. Tras la terminación de este proyecto, continuó con la investigación del mapeo de flujos solventes en computadoras, y estudió estos flujos a través de complicados cálculos. En 1993 empezó a trabajar en Overset Methods Inc., en Los Altos, California, como vicepresidenta y científica de investigación para formar un equipo con otros investigadores especializados en la simulación de problemas relacionados con el movimiento de cuerpos múltiples. Fue responsable del desarrollo e implementación de técnicas eficientes para el desempeño de la optimización dinámica. Los resultados de varios proyectos en los que participó Kalpana Chawla están documentados en publicaciones de conferencias técnicas y revistas especializada.

## Experiencia en la NASA

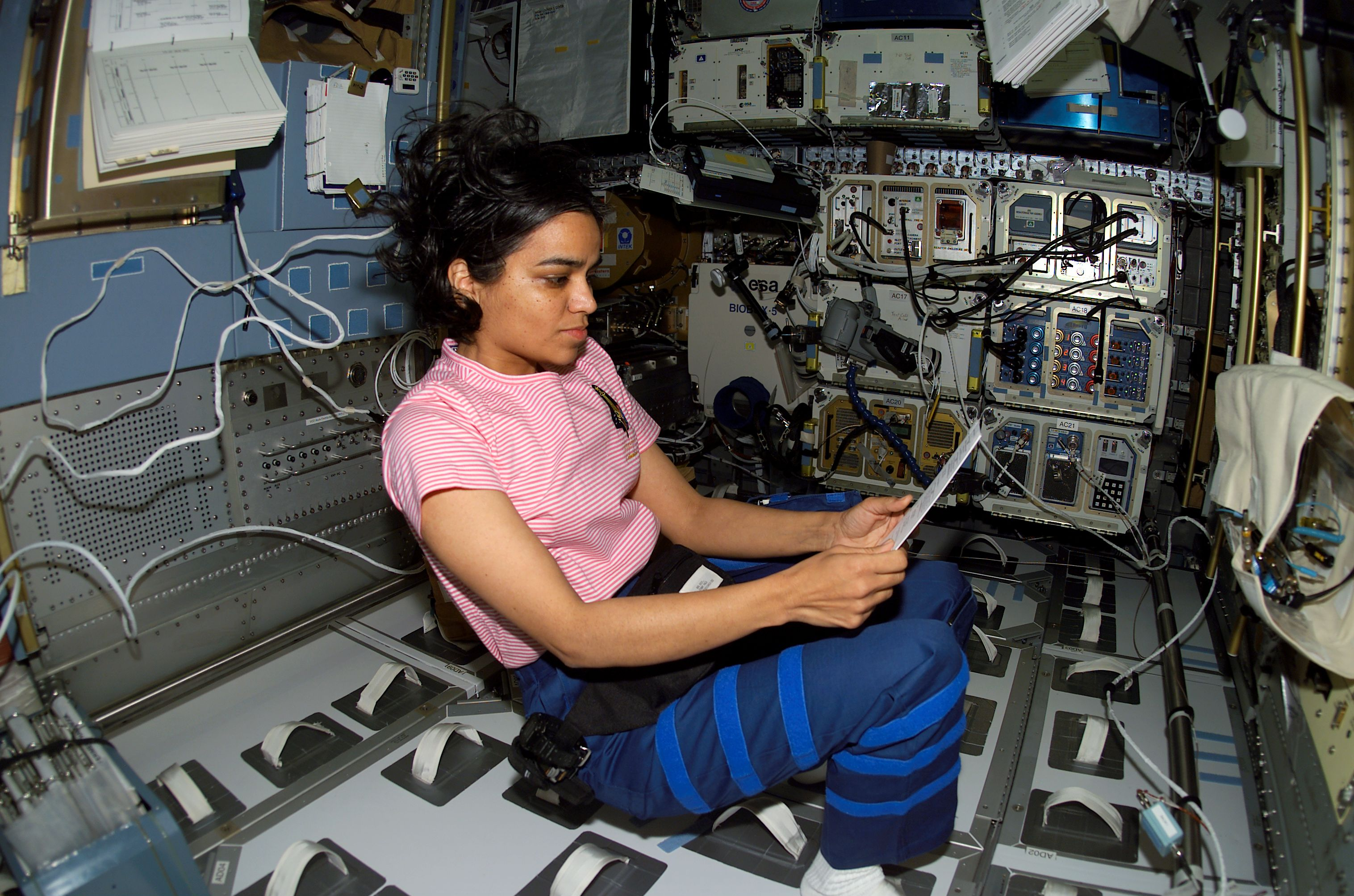
Chawla a bordo del Columbia.

Kalpana Chawla fue seleccionada por la NASA en 1994 y se presentó al Centro Espacial Johnson en marzo de 1995 como candidata a astronauta en el decimoquinto Grupo de Astronautas. Después de terminar un año de entrenamiento y evaluación, fue asignada como representante de tripulación para trabajar en temas técnicos para la Oficina de Astronautas en las Divisiones de Actividades Extravehiculares y Robótica y también en Computación. Sus tareas incluyeron el trabajo en el desarrollo de Sistemas de Información Robóticos y las pruebas el programa de control del Transbordador Espacial en el Laboratorio de Integración del Transbordador. En noviembre de 1996, fue asignada como especialista de misión y operadora principal del brazo robótico en la misión del STS-87. En enero de 1998, fue seleccionada como representante de tripulación del transbordador y la tripulación de la estación de vuelo, posteriormente sirvió como líder de la sección de Sistemas y Habitabilidad de la Tripulación para la Oficina de Astronautas. Voló por primera vez al espacio en la misión STS-87 (1997) y en la STS-107 (2003). Kalpana Chawla registró un total de 30 días, 14 horas y 54 minutos en el espacio.

## Experiencia en vuelos espaciales
- STS-87 Columbia (19 de noviembre hasta el 5 de diciembre de 1997). La misión STS-87 fue el cuarto vuelo de Carga de Microgravedad de los Estados Unidos y estaba centrado en experimentos diseñados para estudiar como el medioambiente ingrávido del espacio afecta los diferentes procesos físicos, y las observaciones de las capas atmosféricas externas del Sol. Dos miembros de la tripulación desempeñaron Actividades Extravehiculares (EVA) las cuales fueron destinadas a la captura manual de un satélite Spartan, además de testear las herramientas del EVA y los procedimientos para el establecimiento de la Estación Espacial Internacional. STS-87 realizó 252 órbitas alrededor de la Tierra, viajando 10,4 millones de kilómetros en 376 horas y 34 minutos.

Entre los espectadores que asistieron al despegue y aterrizaje se encontraba su familia, ya reconciliados con su vocación, llegados desde la India.
- Misión STS-107 Columbia (16 de enero – 1 de febrero de 2003). Esta misión de 16 días de duración estuvo dedicada a la investigación científica a la cual se destinaron las 24 horas del día en dos turnos alternos. La tripulación llevó a cabo y de manera exitosa cerca de 80 experimentos. La misión terminó en tragedia cuando el transbordador espacial Columbia se desintegró durante la reentrada sobre el cielo del suroeste de los Estados Unidos cuando sólo faltaban 16 minutos para el aterrizaje.

La causa de esta tragedia tuvo su origen el día del lanzamiento cuando un pequeño trozo de la espuma aislante del tanque externo de combustible se desprendió inadvertidamente y dañó la parte inferior del ala izquierda del orbitador arrancando algunas losetas de la protección térmica. En el día de la reentrada la ausencia de estas losetas ocasionó el recalentamiento de la estructura interna provocando la desestabilización y consecuentemente desintegración de la nave matando a sus 7 tripulantes, cinco hombres y dos mujeres.